# Dark City
Ej att förväxla med Mörk stad från 1950, en film noir regisserad av William Dieterle, med Charlton Heston i huvudrollen.
Dark City är en dystopisk amerikansk science fiction-film från 1998 i regi av Alex Proyas. Manuset är skrivet av Alex Proyas, Lem Dobbs och David S. Goyer.

## Handling
John Murdoch (Rufus Sewell) vaknar upp utan minne på ett hotell, efterlyst för en rad bisarra mord på prostituerade och finner sig snart jagad av polisen, bland annat av inspektör Frank Bumstead (William Hurt) såväl som av en grupp märkliga män, Främlingar. En kvinna (Jennifer Connelly) säger sig vara hans hustru Emma, och en man (Kiefer Sutherland) utger sig för att vara hans doktor, Daniel Schreber. Det visar sig att staden Murdoch lever i är ett enda stort experiment, iscensatt av en grupp utomjordingar som vill hitta människans själ genom att radera minnen för att sedan ge människor nya minnen, och varje natt förändras staden genom främlingarnas förmåga att förändra den fysiska verkligheten efter sitt eget tycke.

## Rollista i urval
| Rufus Sewell      | – John Murdoch             |
| William Hurt      | – Inspector Frank Bumstead |
| Kiefer Sutherland | – Dr. Daniel Schreber      |
| Jennifer Connelly | – Emma Murdoch/Anna        |
| Richard O'Brien   | – Mr. Hand                 |
| Ian Richardson    | – Mr. Book                 |
| Bruce Spence      | – Mr. Wall                 |
| Colin Friels      | – Walenski                 |

## Eftermäle
I olika tidningsrecensioner har ansetts att filmen inspirerade filmen Matrix (1999).